# Бгану Нунна
Бгану Нунна (нар. 13 листопада 1954) — колишній індійський тенісист.
Найвищу одиночну позицію світового рейтингу — 199 місце досяг 14 червня 1976 року.

## Фінали Гран-прі за кар'єру

### Парний розряд: 1 (0–1)
| Результат | W-L | Дата     | Турнір           | Покриття | Партнер          | Суперники                | Рахунок  |
| --------- | --- | -------- | ---------------- | -------- | ---------------- | ------------------------ | -------- |
| Поразка   | 0–1 | Лис 1976 | Бенгалуру, Індія | Ґрунт    | Чірадіп Мукерджа | Боб Кармайкл Рей Раффелз | 2–6, 6–7 |